# Daniel Núñez
Daniel Núñez (n. 12 septembrie 1958, Santiago de Cuba, Cuba) este un halterofil ce a reprezentat Cuba, medaliat olimpic. A participat la o ediție a Jocurilor Olimpice (1980) în care a câștigat o medalie de aur.

## Participări
Lista de mai jos prezintă principalele competiții la care a participat Daniel Núñez de-a lungul carierei.
- weightlifting at the 1980 Summer Olympics – men's 56 kg[*]